# معصره
معصره (به عربی: المعصرة) یک روستا در مصر است که در استان دقهلیه واقع شده‌است. معصره ۵٬۷۵۶ نفر جمعیت دارد.